# Mauritius-Nachtreiher
Der Mauritius-Nachtreiher (Nycticorax mauritianus) ist ein ausgestorbener endemischer Nachtreiher von Mauritius. Er ist lediglich durch sieben Fragmente bekannt, die in Mare aux Songes gefunden wurden. Diese Fragmente bestanden u. a. aus dem Schädel, dem Becken, der Ulna, dem Rabenbein, dem Tarsometatarsus und der Speiche. Heute sind nur noch das Rabenbein und der Tarsometatarsus vorhanden. Diese Art wurde erstmals 1893 von Edward Newton und Hans Gadow von der Universität Cambridge beschrieben, die den Tarsometatarsus mit einer Länge von 81 bis 87 Millimeter angaben. Erstmals erwähnt wurde er vermutlich in einem Reisebericht von François Leguat aus dem Jahre 1693, und sein Aussterben wird für das späte 17. Jahrhundert angenommen.